# Řád Mapungubwe
Řád Mapungubwe (anglicky Order of Mapungubwe, afrikánsky Orde van Mapungubwe) je nejvyšší vyznamenání Jihoafrické republiky. Založen byl roku 2002 a udílen je za úspěchy v mezinárodním měřítku, které posloužily zájmům Jihoafrické republiky.

## Historie a pravidla udílení
Řád byl založen dne 6. prosince 2002. Udílen je úřadujícím prezidentem Jihoafrické republiky občanům státu za mezinárodní úspěchy, které posloužily zájmům Jihoafrické republiky. Pojmenován je po království Mapungubwe, středověkém jihoafrickém státu, který ležel na soutoku řek Šaši a Limpopo. Stejně se jmenuje i kopec, kde se nacházelo hlavní město tohoto království. Prvním vyznamenaným byl bývalý prezident republiky Nelson Mandela, jemuž byl řád udělen prezidentem Thabo Mbekim v prosinci 2002.

## Třídy
Řád byl od založení do roku 2004 udílen ve třech třídách. Od roku 2004 je udílen ve čtyřech třídách. Řádové odznaky všech tříd se nosí na stuze kolem krku.
- platinový Řád Mapungubwe (OMP)
- zlatý Řád Mapungubwe (OMG)
- stříbrný Řád Mapungubwe (OMS)
- bronzový Řád Mapungubwe (OMB)

## Insignie

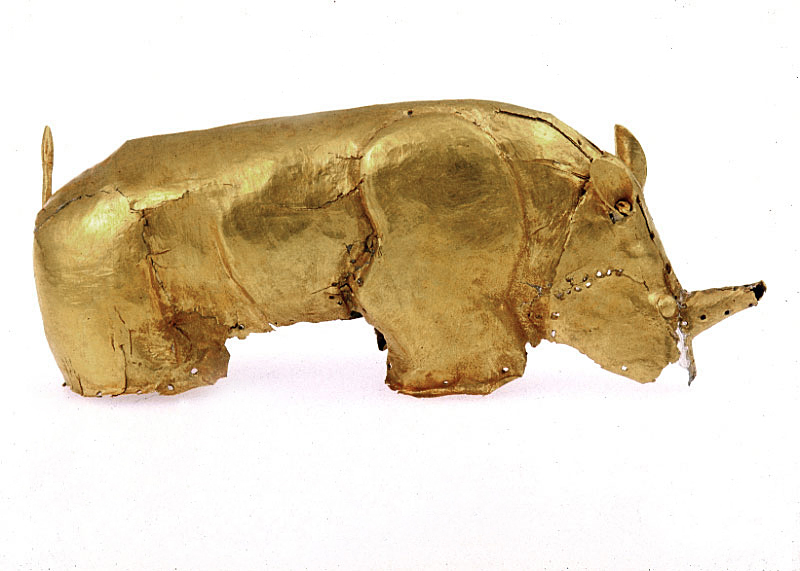
Zlatý nosorožec z Mapungubwe

Řádový odznak má podobu oválu položeném nad lichoběžníkem. Uvnitř oválné části je vyobrazen zlatý nosorožec v pozadí se sluncem vycházejícím zpoza kopce Mapungubwe. Zlatý nosorožec z Mapungubwe byl objeven na archeologickém nalezišti Mapungubwe. Kolem měkkého jádra, pravděpodobně vyřezávaného ze dřeva, byla vytvořena pozlacená figurka. Kopec Mapungubwe nacházející se v pozadí je pískovcový kopec ležící v suché subtropické oblasti s nepravidelnými letními dešti. Vycházející slunce symbolizuje svítání nové éry v Africe. Konvexní horní okraj lichoběžníkové části je zdobený perličkovým vzorem a na bocích jsou žezla. Toto žezlo bylo nalezeno v hrobce na nalezišti Mapungubwe. Uprostřed lichoběžníkové části je ozdobný kelímek, ze kterého stéká roztavené zlato do pece. Tento výjev symbolizuje hojnost, vědu a kreativitu, která vedla k prvním úspěchům v metalurgii. Na zadní straně je státní znak Jihoafrické republiky.
Stuha je zlatá, při obou okrajích lemovaná řadou krémově zbarvených korálkových teček. Na stuze je opakující se motiv krémově zbarvené siluety nosorožce.